# ドラゴンズドグマ オンライン
『ドラゴンズドグマ オンライン』(Dragon's Dogma Online)はカプコンが、かつて日本国内において運営していたオンラインゲーム。略称はDDON（ドドオン）。キャッチコピーは「永久に語り継がれる冒険を、“オンライン”から」。
対応ハードはPlayStation 4（PS4）、PlayStation 3（PS3）、Windows 7 / 8 / 10（Win）で、異なるハード間でのゲームプレイ（クロスプラットフォーム）に対応。プレイ料金は基本無料のアイテム課金制。
2012年に発売した前作『ドラゴンズドグマ』をベースに開発されたゲームで『ドラゴンズドグマ』シリーズ作品の一つ。オフラインプレイには対応していないオンラインプレイ専用ゲームで、サーバーの仕様上はMMOだが、MOの要素も存在する。
プレイヤーは竜に仕える戦士「覚者」として冒険の旅に出発する。本作の世界観は前作から一新されており、過去のシリーズ作品とのストーリー上の繋がりはない。物語の根幹を成すのは「理の五竜」であるとされ、5シーズン構想での開発が予定されていたが、最終的にはシーズン3(約4年間)での終了となった。
2015年8月31日より正式サービスが開始し、発売初日で70万ダウンロードを達成した。その後2016年6月30日にシーズン2「精霊竜の王」、2017年8月17日にシーズン3「亡国の炎」が配信。2019年7月4日に「今後もお客様にご満足いただけるサービスを継続して提供することが困難である」という結論のもとサービス終了が発表され、2019年12月5日21時をもって全サービスが終了した。

## ゲームの内容

### システム
基本部分は前作『ドラゴンズドグマ』のゲーム性を受け継いだオープンワールドタイプの3DアクションRPGとなっており、前作で好評だった「アクション性の高い戦闘」「ポーンシステム」「豊富なキャラクターエディット」などの要素も健在である。
本作のサーバーはMMO仕様に構築されており、ロビーとなる拠点施設内では最大100～1000人以上のプレイヤーが参加できるようになっているが、技術面での問題からロビー外でのアクション部分はMO仕様(最大4～8人)となっている。
サーバーがMMO仕様になったことで要望の多かった他のプレイヤーとのマルチプレイが可能となり、テキストチャットやエモート（しぐさ）、ボイス付き定型文などを用いたコミュニケーションも取れるようになった。また、プレイヤー間の繋がりを強化する「クラン」などのコミュニティシステムや、プレイヤー同士でアイテムの売買を行う「バザー」なども追加されている。
ゲームの進行は「メインクエスト」をクリアすることでストーリーが展開されていくほか、最大8人パーティでクリアを目指す「グランドミッション」「ウォーミッション」や、支給されたアイテムだけでクリアを目指す「エクストリームミッション」なども実装されている。なお本作はフルボイス対応ではないため、一部の台詞はテキストのみの表示となる。

### アクション
戦闘面では、大型モンスターの体力が減ってくると攻撃力・防御力が増加し、行動がより強力なものに変化する「怒り状態」が実装。怒り状態を解除させるには体力をさらに一定量減らすか、敵のスタミナゲージをゼロにする必要があり、しがみつきからの「揺さぶり」や「シークレットコア」への攻撃が有効となる。また、シーズン2.0からは敵に集中攻撃を加えることで一気にスタミナを奪う「ブレイク」や、特定の状態時に揺さぶりによるスタミナ減少効果がアップする「特殊状態」などのシステムも追加された。
スタミナゲージがなくなった敵は一時的に怒り状態が解除され、しばらくの間身動きが取れなくなる「疲れ状態」に移行する。「疲れ状態」から一定時間が経過すると再び「怒り状態」に戻ってしまうが、その前に集中攻撃を加えることで、敵の体勢を大きく崩させる「ダウン状態」にすることが可能。ダウン状態中は防御力が大幅に下がるため、このときが敵にダメージを与える最大のチャンスとなっている。なお「疲れ状態」が存在しない一部の敵に関しては、スタミナゲージがなくなった時点で「ダウン状態」となる。

### ポーン
シリーズの特徴ともいえるシステム。「ポーン（戦徒）」とは仲間キャラクターの一種で、覚者（プレイヤー）だけに従う忠実なしもべのような存在のことである。ポーンはプレイヤーキャラ同様、経験値を得ることで成長するほか、スキルや装備、見た目などをカスタマイズすることも可能。また、ポーンの操作はAIが行うため、一緒に遊ぶプレイヤーがいなくても問題なく冒険に出発できるようになっている。
前作同様、ポーンは他のプレイヤーと貸し借りが可能なほか、前作では覚者一人につき1体しか自分のポーン（メインポーン）を所持できなかったのに対し、本作では最大3体まで所持できるようになっている。また、本作からはポーンに装備やアイテムの製作を依頼する「クラフト」システムも実装されている。

### ジョブ
前作同様、各キャラクターが使用できる装備やスキルは、選択した職業（ジョブ）によって決定される。本作ではキャラクターの成長の目安となる「レベル」は全ジョブ共通ではなく、ジョブ毎にレベルが変化するジョブレベル制が採用されている。また、ジョブの種類に関しては前作で存在した「基本職」「上位強化職」「混成強化職」などの概念はなく、かわりに本作ではパーティ内での役割を示す「ジョブロール」が各ジョブに設定されている。

#### ジョブロール
アタッカー（赤）
敵にダメージを与えることを専門としており、全体的に攻撃力が高い。
ヒーラー（緑）
味方の回復や支援を行う。怒り状態の敵の弱点（シークレットコア）の発現も可能。
タンク（青）
自ら敵の注意を惹いて味方を守る囮役。味方への属性付与（エンチャント）も可能。

#### ジョブ一覧
ファイター（アタッカー）
最初から選択可能。メイン武器は「片手剣」、サブ武器は「盾」。
攻守のバランスに優れたオーソドックスな前衛で、高い安定感が持ち味。
ハンター（アタッカー）
最初から選択可能。メイン武器は「弓」。
遠距離攻撃が得意な狙撃手で、毒矢などの特殊矢を装備することも可能。
プリースト（ヒーラー）
最初から選択可能。メイン武器は「杖」。
回復・支援魔法のエキスパート。また、聖属性の攻撃魔法も操る。
シールドセージ（タンク）
最初から選択可能。メイン武器は「大盾」、サブ武器は「ロッド」。
巨大な盾で味方を守り、敵の攻撃を自らの魔力に変換する神官騎士。
シーカー（アタッカー）
条件を満たすと解放。メイン武器は「ダガー」。
ロープワークと素早い身のこなしで戦場を縦横無尽に駆け抜ける軽業師。
ソーサラー（アタッカー）
条件を満たすと解放。メイン武器は「大杖」。
長い詠唱と引き換えに、複数の属性と絶大な威力の攻撃魔法を操る魔導士。
エレメントアーチャー（ヒーラー）
シーズン1.1で追加。武器は「魔道弓」。
複数の対象を自動で追尾し、攻撃も回復もこなす魔矢の射手。
ウォリアー（アタッカー）
シーズン1.2で追加。メイン武器は「大剣」。
痛みを怒りに変えて、圧倒的な力で敵をねじ伏せる重戦士。
アルケミスト（タンク）
シーズン1.3で追加。メイン武器は「魔道篭手」。
錬金術で敵の注意を惹き、高い機動力で相手を翻弄する策士。
スピリットランサー（ヒーラー）
シーズン2.2で追加。メイン武器は「精霊槍」。
ヒーラーと近接アタッカー両方の特徴を兼ね備えた異境の槍士。
ハイセプター（アタッカー）
シーズン3.2で追加。メイン武器は「魔導剣」。
魔導剣による剣撃と魔印から得た力で強力な魔法攻撃を放つ魔法剣士。

### 課金方式
ゲームのダウンロードや基本プレイは無料。ゲームを有利に進めるためのオプションコースへの加入や有料アイテムの購入時などに任意で課金が必要となる。各種課金サービスはゲーム内通貨「黄金石」で購入する。
プレイ料金ポリシー
本作では「一人でも多くのプレイヤーに遊んでもらいたい」というモットーから「楽しさの主軸となる部分」は無料で提供し「プレイヤーが必要に応じて求める要素」に関しては有料サービスを提供することをプレイ料金ポリシーとして掲げている。
パッケージ版
シーズン開始ごとに発売される本作の有料パッケージ版で、正式名称は「リミテッドエディション」。ゲーム内で使用できる特殊なアイテムや装備、有料オプションサービスなどがダウンロードできるシリアルコードや、アートブックなどの購入者特典が同梱されている。第一作目は、正式サービス開始より4日早くプレイすることができるアーリーアクセス権も付属していた。
なお、ゲーム本体は無料でダウンロード可能なため、パッケージ内にゲームの起動やインストールを行うディスクは入っていない。

## 世界観・設定

### ストーリー

#### プロローグ
竜の理「ドラゴンズドグマ」が支配する世界。ここでは竜が「覚者（かくしゃ）」を選び、覚者はやがて次代の竜になり、世界を守るという「守界の理」が存在した。
物語の中心となるのは「レスタニア大陸」と呼ばれる地。かつて、この世界に住む人々は大いなる力を持つ白竜に守られ繁栄を遂げていたが、あるとき現れた謎の黄金竜との戦いで白竜は深手を負い、地に堕ちてしまう。傷ついた白竜は自身の周りに集まった人々を覚者にし、彼らにこの世界を守るために魔物たちと戦うように命じると、そのまま眠りについた。人々は横たわる白竜を中心に「白竜神殿レーゼ」を築き、いつの日か白竜が目覚める日が来ることを待ち続けた。
そして、それから約300年後のレスタニア歴322年。白竜の衰弱は進み、人々とオーク族の戦争が激化する中、ひとりの新たな覚者が誕生したことで物語は始まる。

#### 第一章『レスタニア』
300年間オークの侵攻を阻み続けた要衝・グリッテン砦にオークが大挙して押し寄せ、はじめて敵の侵入を許してしまう。砦に攻め入ったオークたちは、援軍として駆けつけたレオ率いる覚者隊の活躍によって撃退されるが、勢いを増すオークに対し、いまだ眠りから覚めない白竜に危機感を抱いたレオは、自身が見出した一人の新人覚者とともに白竜復活の方法を探るべく奔走する。
そのさなか「アーク」と呼ばれる謎の建造物が空から飛来し、その中から現れた魔物・ズールがレスタニアで暗躍を始める。ズールはオークの首領モゴックと結託して白竜神殿に攻勢をかけ、覚者たちはその戦いの中で敵の背後にかの黄金竜を生み出した邪悪な錬金術師・ディアマンテスがいることを知る。一行は多くの犠牲を払いながらもディアマンテスが封印されている亡都メルゴダへと到達し、激闘の末にこれを倒す。また白竜も長い眠りから目を覚まし、人々は平和の到来を喜ぶが、今回の戦いで覚者の在り方に疑問を抱くようになったレオは独自の思惑を胸に神殿から姿を消してしまう。

#### 第二章『侵食の大災』
ディアマンテスとの戦いから半年後のレスタニア歴323年。突然レスタニアを未曽有の暴風雨が襲い、海岸に異形の怪物の死骸と記憶喪失の少女・セシリーが漂着する。それと時を同じくして彼女の命を狙う謎の黒騎士が現れ、レスタニア全土に胞子と粘菌にまみれた「侵食魔」が出没するようになる。レオ不在の覚者隊ではかつての新人覚者が新たな隊長に抜擢され、3人の部下たちとともに調査に赴く。
再会したレオの助力もあってセシリーは記憶を取り戻し、彼女と黒騎士がそれぞれ異なる大陸の竜に仕える覚者であることが判明する。一行はセシリーの故郷であるフィンダム大陸へと向かうが、フィンダムの地もまた侵食に汚染されており、命の源となる「芯なる樹」と大地の守護者である精霊竜ウィルミアも病に侵されていた。一行はフィンダム各地を巡り、黒騎士の撃退と芯なる樹の浄化に成功するが、すでに心を失ってしまったウィルミアは手遅れの状態だった。一行はやむを得ずウィルミアを倒すことで新たな竜の誕生を促し、フィンダムに平和が訪れたことを見届けた後、レスタニアへと帰還する。

#### 第三章『絶望の大陸』
突如空から火球が降り注ぎ、神殿内に出現した「竜の眼」によって白竜の座する謁見の間は炎に包まれる。白竜をあざ笑う竜の眼は隊長含む覚者隊一行を絶望の大陸「アッカーシェラン」へといざなう。アッカーシェランは代々王家の人間が火竜となり国を治めていたが、今では悪しき竜に取って代わられ、その手先である「魔軍」によって滅ぼされてしまったという。覚者隊一行は、王都の奪還と王家の再興を目指す解放軍に協力し、悪しき竜打倒のために力を振るうことになる。
かつての火竜・クレス女王の息子である覚者・ネド王子を救出したことで息を吹き返した解放軍は、勢いに乗じて攻め上がり王都メガドを奪還。さらに黒騎士や魔軍四将軍の妨害も退け、火垂れ山での悪しき竜との決戦にも勝利する。ネド王子は火竜の力を取り返すことに成功し、アッカーシェランに平和が戻ったかのように思えたが、一方で行方知れずとなっていたレオが黒騎士の同盟者として水竜の王が治める大陸を滅ぼし、水竜の力を奪っていたことが判明する。また、黒騎士は自らの主である黒竜の到来を予告し、レスタニア、フィンダム、アッカーシェランへの本格的な侵攻を開始する。
3つの大陸を巻き込んだ戦いは熾烈を極め、白竜陣営は生き残っている竜たちの竜力を一つに集めることで黒竜陣営に対抗してゆく。白竜、精霊竜、火竜、そしてレオの持つ水竜の竜力を借り受けた覚者隊隊長は、戦いの末に宿敵である黒騎士の本体を消滅させ、諸悪の根源である黒竜をも討ち果たす。

#### エピローグ
レスタニア歴326年。力を取り戻した白竜は雄大にレスタニアの空を舞い、人々がそれを見上げていた。その中には、かつて世界を救い、白竜の後継者に選ばれた一人の覚者の姿もあった。世界には平和が訪れたものの、戦いの傷跡は各地に根深く残っており、人々はまだ覚者たちの力を必要としていた。白竜の後継者となった覚者は「覚者とは竜の敵と戦う者」というレオの遺した言葉を胸に、いつか自身が竜になるその日まで戦い続けることを誓うのだった。

### 登場人物
プロフィールデータは各パッケージ版特典アートブックより抜粋。

#### 主な登場人物
レオ
声 - 山寺宏一
性別:男 種族:人間覚者 年齢:33歳 身長:189cm ジョブ:ファイター
白翼覚者隊・隊長。通称、統率。
白竜の次期後継者と目される、覚者隊の中心人物。
明朗で快活な青年覚者。くせ者揃いの覚者をとりまとめ、統率と呼ばれている。その人望とリーダーシップは誰もが認めており、レオがいなければ白竜はすでに石になっていたと考える者も少なくはない。白竜の力を継ぐ者として周囲は期待しているが、そのことについて彼がどう考えているのかは不確かである。
シーズン2では、さらなる力を求めて神殿から姿を消すが、後に黒騎士から主人公たちをかばって消息不明になる。シーズン3では黒騎士の同盟者として活動しており、自身の手で水竜の大陸を滅ぼし、その力を奪っていたことが判明する。その真意は主人公に全ての竜力を集めてレスタニアを救う事であり、主人公との直接対決の末に自らが得た水竜の力を託し、消滅するが、エピローグでは、レスタニアのどこかで空を飛ぶ白竜を見上げる様子が描かれている。

イリス
声 - 井上麻里奈
性別:女 種族:人間覚者 年齢:19歳 身長:173cm ジョブ:ハンター
レスタニア一の弓使いを自称する覚者。
オークに滅ぼされた北部の村の出身で、レオとは同郷。レオの右腕を自認している。
白翼覚者隊のまとめ役で、明るい性格は覚者、騎士団を問わず人気がある。また、新人覚者に対する面倒見も良く、彼女を慕う者は多い。時に失敗も多く、レオに合わす顔がないと悩むこともあり、最近は周囲がその様子に心配していることもある。
レオに対しては好意を抱いていたが、レオにその気がないことをディアマンテスに付け込まれ、白竜陣営と敵対。ディアマンテスの封印されている亡都メルゴダの封印を解くべくミシアルをさらうも、最期は主人公とレオによって討たれた。

ヴァネッサ
声 - 田中敦子
性別:女 種族:人間覚者 年齢:28歳 身長:182cm ジョブ:ファイター
白翼覚者隊・副隊長。
対オーク戦争の要衝、グリッテン砦の猛者を束ねる美しい女性覚者。
最前線を好むので神殿には滅多に現れない現場主義者。レオからの信頼が厚く、砦の運営に関する一切を任されている。しなやかな肉体を躍動させて戦う姿は、砦の象徴ともいえる。
シーズン1においてはグリッテン砦防衛の中心人物として活躍。シーズン2以降はレオ不在の覚者隊隊長を主人公に譲り、自身は引き続き副隊長としてグリッテン砦の守備を担当していた。

ファビオ
声 - 細谷佳正
性別:男 種族:人間覚者 年齢:20歳 身長:176cm ジョブ:シーカー 趣味:コレクション
面倒見のいい先輩覚者。
コーネリアという女性ポーンを従える。珍品の取り引きなどもしているが、神殿からの召集があれば馳せ参じる心意気を持ちつつ、人としての日常を大切にしている。後輩覚者への気配りを忘れず、その世話を熱心に焼いている。口調の軽さとは裏腹に、お金の稼ぎ方に詳しいなど堅実な面も持ち合わせている。
ミシアル
声 - 林原めぐみ
性別:女 種族:人間 年齢:16？歳 身長:165cm ジョブ:プリースト
竜の代弁者を務める巫女。
古の時代から白竜の傍らにいたといわれており、素性や正体には謎が多い不思議な雰囲気を纏った少女。柔らかな眼差しで神殿に集う者たちを暖かく見守るが、白竜に対する想いは強く、決して譲らない頑なさを持っている。
シーズン1において、ディアマンテスに操られたイリスにさらわれるが、敵に自身の力を利用されることを恐れて自ら奈落へと身を投げる。その後は度々霊体として主人公の前に姿を現し、彼を導いた。その正体は、世界を統べる存在である「界王」のポーンだったとされる。
ジョゼフ
声 - 立川三貴
性別:男 種族:人間 年齢:72歳 身長:174cm ジョブ:プリースト
白竜神殿・神官長。
実質的な白竜神殿の最高責任者でレスタニアの行政を担っている。豊富な知識と経験に基づく判断は覚者、騎士団の双方から信頼され、神殿主導で行うほぼすべての活動の是非を判断するという重要な役割を果たしている。忘れ去られた歴史と知識に通じ、過去と現在を結びつけることができる。
シーズン1から最終シーズンまで白竜陣営の最高責任者として主人公を導く。また、メインクエストの記録を記す編纂者としての役割も担う。
クラウス
声 - 石田彰
性別:男 種族:人間 年齢:27歳 身長:172cm ジョブ:不明、ソーサラー。
ジョゼフの弟子の神官見習い。
旺盛な知識欲を持ち、ある特殊な一族の血を引いている。早くに両親を亡くし、神殿で育てられた。好奇心旺盛で、古文書の研究や勉強に情熱をそそいでいる。ありとあらゆる書物を愛し、その知識量は彼の若さからは想像しえないほどである。この世の全ての知識を習得したいと願い、錬金術にも深い興味を持っている。
ゲルト
声 - 安元洋貴
性別:男 種族:人間 年齢:46歳 身長:182cm ジョブ:ファイター
白衛騎士団・団長。
覚者以外の人間で構成される騎士団を纏める古強者。猛者が集う騎士団の中で歴戦を生き抜いてきた壮年の戦士。厳しいが公平な人柄を持ち、白衛騎士団に属する騎士達からの人望は厚い。物事を神官と覚者たちが決めてしまうことが気に入らず、常に警戒しており、覚者たちへの偏見を隠そうとしないが、その原因は覚者たちにあるというのが持論。
ハインツ
声 - 江川大輔
性別:男 種族:人間 年齢:33歳 身長:187cm ジョブ:ファイター
白衛騎士団・副団長。
騎士団のナンバー2。副団長としてゲルト団長及び部下から信頼されている。神殿にいることが多い団長に代わって、現場の騎士のまとめ役を自認している。騎士の詰め所で過ごすことが多く、騎士団の内情に関してはゲルトよりも詳しい。
メイリーフ
声 - 小清水亜美
性別:女 種族:エルフ 年齢:110歳 身長:146cm ジョブ:無し
森と緑を愛する可憐な少女。
神殿によって秘匿されているが、正体は人間ではなくエルフ族である。天真爛漫な性格。
白竜
声 - 小川真司（シーズン1）→石塚運昇（シーズン2）→土師孝也（シーズン3.4）
年齢:500歳
レスタニアを治める聖なる竜。
300年前の戦いで衰弱し、石化が進行している。

#### シーズン1
キースヒルト
声 - 櫻井孝宏
性別:男 種族:？ 年齢:？歳 身長:197cm ジョブ:エレメントアーチャー
メイリーフを見守る謎の男。すらりと細見で端正な容姿はどこか人間離れし、神秘的ですらある。静かで物憂げな佇まいとは裏腹に、その瞳には鋭い輝きが宿っている。その正体はメイリーフと同じエルフの生き残り。
テオドール
声 - 新垣樽助
ジョブ:アルケミスト
錬金術師の長。
亡都メルゴダに暮らす錬金術師の生き残りを束ねている。歪んだ時の中、長く恐るべき存在を封じてきたというが禁忌の術を扱う。
モゴック
声 - 大塚芳忠
身長:300cm
オーク族首領。
オークの中でも特に優れた武力を持ち、また狡猾な知恵も備えている。体の模様はドラゴンの器官から取れる発光する液体を塗ったもので、オークの間では「敵を引きつける勇猛の証」として信じられている。
設定上は、先代オーク族首領だった父と二十人（の兄を持つ）兄弟の末っ子。本来ならば試練を与えられて死ぬはずだったところを兄弟全員を殺すことで生き延び、最終的には父を殺して首領の座を奪った。知的な一面は、体は弱いが頭が良かった上から三番目の兄の影響が強いとされる。
ズール
声 - 磯部勉
悪魔のような姿をした謎の魔物。
突如飛来した謎の建造物「アーク」より現れ、暗躍する。
シーズン2では謎の覚者である黒騎士の従えるポーンであることが判明。「アルタードズール」へとパワーアップし、襲い掛かってくる。
ディアマンテス
声 - てらそままさき
年齢:50歳
人間が竜を支配するべきという思想を持つ古代の錬金術師。 錬金術を極めた結果、レスタニアの命運を揺るがすほどの力を手に入れている。

#### シーズン2
セシリー
声 - 雨宮天
性別:女 種族:？ 年齢:19歳 身長:173cm ジョブ:ファイター
記憶喪失の女戦士。
レスタニアに未曾有の嵐が吹き荒れた翌日、浜辺で、いき倒れているところを発見される。主人公を絶海の島へ飛ばしてしまった不思議な力を持っているが、力の由来や、用途は覚えていない。記憶にあるのは、黒騎士の恐怖と、戦わねばならないという強い意志。黒騎士とズールに追われながら、失われた記憶を取り戻そうとする。その正体は別大陸フィンダムの精霊竜ウィルミアに仕える覚者。
ロイグ
声 - 関智一
性別:男 種族:？ 年齢:35歳 身長:185cm ジョブ:非戦闘
新大陸からレスタニアに辿り着いた謎の男。
レオの保護下にある。セシリーとは面識もあり、その過去を知っているらしい。温厚で人当たりの良い好青年。レオとともにレスタニア各地を巡り、見聞を広げたことで、レスタニアの風土や人、その精神には詳しくなっている。
エリオット
声 - 花江夏樹
性別:男 種族:人間覚者 年齢:17～20歳 身長:180cm ジョブ:ハンター
「隊長の名参謀」を自認する若き覚者。
ジョゼフに師事して伝令などの任務をこなしていたが、そのジョゼフの推薦で主人公の部隊に参加する。根拠のない自信に支えられ、他の隊員たちを見下している。
ガルドリン
声 - 江口拓也
性別:男 種族:人間覚者 年齢:30代後半 身長:192cm ジョブ：ファイター
古参覚者。
言葉も行動も乱暴な、覚者隊のトラブルメーカー。しかし、実は人情に厚いことは一部の人々が知っている。そして、特に鍛えたわけでもなくナチュラルに頑健な肉体に恵まれている。賭けごとが大好き。
リズ
声 - たなか久美
性別:女 種族:人間覚者 年齢:15歳 身長:157cm ジョブ：ソーサラー
出戻り覚者。プラムという女性ポーンを従える。
覚者になってから、長く、あてのない旅に出ていた。しかし、振り返ると、他人の厚意に甘えてばかりいたらしい。このままではいけないと奮起、神殿に戻り、竜に祈りを捧げた。その様子を見て感心したジョゼフが、主人公の部隊への参加を要請した。
黒騎士
声 - 三宅健太
性別:男 種族:？ 年齢:？ 身長？ ジョブ：？
謎の黒き騎士。嵐の夜からレスタニア各地で姿を目撃されるようになる。戦闘能力は非常に高く、侵食魔と呼ばれる魔物に影響を与え、村落を襲わせている。実はズールをメインポーンとして従える覚者であり、セシリーを亡き者にしようと執拗に付け狙う。
設定上は主人公同様、複数のジョブを経験してきた覚者であり、最大で十本の黒剣を駆使した多彩な戦法を取る。通常は片手剣のようなスタイルだが、十剣を様々な形に組み合わせることで魔道弓、ダガー、両手剣に見立てた攻撃を繰り出すことも可能となっている。

### 用語
竜
大いなる力を持つ存在。ドラゴン。
なんらかの理由で覚者が姿を変えたものであり、元は人間。これは敵として登場する竜も同様である。
前作では竜と覚者は敵対関係にあったが、本作では互いに守り守られる関係となっている。
覚者
竜に選ばれた人間。竜に心臓を捧げており、肉体が老いることはない。
本来ならば一度に選ばれる覚者は一人だけだが、本作では一つの世界に非常に多くの覚者が存在するのが特徴である。
ポーン
リムストーンから現れる謎の多い種族。「戦徒」「異界渡り」とも呼ばれる。
外見は人間に似ているが不老不死で自分の意志を持たず、覚者に従って行動する。
オーク
「戦鬼」とも呼ばれる人型の魔物。非常に凶暴かつ好戦的で、人間を敵視している。
元々レスタニア北部を縄張りとしているが、近年その勢力を拡大している。現在の首領はモゴックで先代首領はその父親だったが、モゴックの手にかかり死亡している。
また、後のシーズンでは戦甲で武装した「ドワーフオーク」、豚のような顔と体躯を持つ「アンセスターオーク」などの亜種も登場している。
エルフ
尖った耳と美しい容姿を持つ人間に似た種族。また非常に長命かつ聡明である。
かつてレスタニアの森の中で暮らしていたとされているが、現在では姿を消している。

## 開発
開発期間は約2年。開発エンジンはカプコンの自社エンジンMT Frameworkと、その上位カスタマイズ版。
カプコン製の家庭用オンラインゲーム自体は『モンスターハンター フロンティア』がすでに存在するが、MMO仕様のオンラインゲームの開発は本作が初となる。
前作『ドラゴンズドグマ』を遊んだプレイヤーからは、自由度の高いアクションやポーンシステムが高く評価される一方で「オンラインマルチプレイでも遊んでみたい」という意見や要望も多く寄せられており、カプコン社内でもオンラインプレイに特化した作品の開発も検討されていた。最終的には、先に『ドラゴンズドグマ』のバージョンアップ版である『ドラゴンズドグマ：ダークアリズン(以下:DDDA)』の開発が優先されるが、それと並行して一部のスタッフが本作の開発やオンラインの研究を進めていくこととなる。その後『DDDA』の開発が終了すると担当スタッフが本作の開発チームに合流し、最大で200人近い大規模なチームで本作の開発が行われた。なお、本作は初代『ドラゴンズドグマ』を再構築して開発された作品のため『ドラゴンズドグマ2』ではないとされる。
開発当初は最低5シーズン構想の運営を目指していたが、その後シーズン3.2製作中の時点でサービス終了が決定し、最終的にはシーズン3.4でのサービス終了となった。未実装となったシーズン4では「沈みゆく大陸」と「水竜の存在」が描かれる予定だったとされる。

### 沿革
- 正式サービス開始前
  - 2015年01月29日 - タイトル発表[24]
  - 2015年04月20日～04月28日 - αテスト（PS3版のみ）
  - 2015年07月07日～07月15日 - クローズドβテスト1（CBT）
  - 2015年08月07日～08月10日 - クローズドβテスト2（大規模接続テスト）
  - 2015年08月27日 - パッケージ版『ドラゴンズドグマ オンライン リミテッドエディション』発売。アーリーアクセス開始
- シーズン1
  - 2015年08月31日 - 正式サービス(シーズン1.0)開始
  - 2015年10月15日 - シーズン1.1アップデート
  - 2015年12月15日 - シーズン1.2アップデート
  - 2016年03月10日 - シーズン1.3アップデート
  - 2016年04月20日 - シーズン1.31アップデート(シーズン1ファイナルアップデート)
- シーズン2「精霊竜の王」
  - 2016年06月30日 - シーズン2.0開始。パッケージ版『ドラゴンズドグマ オンライン シーズン2 リミテッドエディション』発売
  - 2016年09月21日 - シーズン2.1アップデート
  - 2016年12月15日 - シーズン2.2アップデート
  - 2017年03月16日 - シーズン2.3アップデート
  - 2017年05月11日 - シーズン2.31アップデート(シーズン2ファイナルアップデート)
- シーズン3「亡国の炎」
  - 2017年08月17日 - シーズン3.0開始。パッケージ版『ドラゴンズドグマ オンライン シーズン3 リミテッドエディション』発売
  - 2017年12月14日 - シーズン3.1アップデート[25][26]
  - 2018年04月12日 - シーズン3.2アップデート
  - 2018年08月16日 - シーズン3.3アップデート
  - 2018年12月06日 - シーズン3.4アップデート
  - 2019年04月04日 - シーズン3.4追加パッチ
  - 2019年07月04日 - サービス終了発表[7]
  - 2019年12月05日 - サービス終了

## 評価・受賞歴
- 週刊ファミ通 2015年9月10日号
  - 9・9・8・9の合計35点（40点満点中） プラチナ殿堂入り。
- PlayStation Awards2016
  - PlayStation Network Award受賞[27]。
    - 2015年10月1日～2016年9月30日の期間計で、PlayStation Network売上上位3タイトルが対象[28]。

## 関連商品

### コンパニオンアプリ
Dragon's Dogma Online 冒険手帳
2017年8月17日からAndroid、iOS向けに配信された公式アプリで、ダウンロードは無料。スマートフォンから自分のキャラクターのステータスや所持アイテムなどが確認ができるほか、専用アイテム「黄金石のカケラ」を使用することでバザーの出品やクラフトの依頼なども可能。また、カレンダーやクラン掲示板などのコミュニティ機能も実装されている。

### サウンドトラック
ドラゴンズドグマ オンライン オリジナルサウンドトラック
2015年12月9日発売。発売元はミュージックレイン。ゲーム内で使用されている楽曲を収録したサウンドトラックで、ゲームの設定画などを収録した特製フォトブックも同梱している。DISC2枚組で全66曲。
DRAGON’S DOGMA 5TH ANNIVERSARY BEST
2017年12月20日発売。発売元はカプコン セルピュータレーベル。シリーズ5周年を記念したベストアルバムで『ドラゴンズドグマ』『ドラゴンズドグマ：ダークアリズン』『ドラゴンズドグマ オンライン』の名曲・人気曲を厳選して収録している。DISC1枚組で全20曲。

### 漫画
『ドラゴンズドグマ リヴァイブス（Dragon's Dogma Revives）』
原作：カプコン 漫画：田代弓矢
本作のコミカライズ作品。別冊少年マガジンで2017年1月から2017年11月まで連載。
白竜に選ばれ覚者となった少年ユーゴと「白勇覚者隊」の活躍を描く。第1巻発売時に作者とゲーム開発者の対談も行われた。
- 田代弓矢 『ドラゴンズドグマリヴァイブス』 講談社〈講談社コミックス〉、全2巻

1. 2017年5月9日初版発行、ISBN 978-4-06-395929-1
2. 2017年11月9日初版発行、ISBN 978-4-06-510384-5

また、2017年のエイプリルフール企画として公開された公式BL漫画『ドラゴンズドグマ オンライン クロッシング（相葉キョウコ・エメラルド編集部）』も存在する。